# Laz, Koče - Muta
Laz (nemško Laas) je naselje občine Koče - Muta v okraju Šmohor na Koroškem v Avstriji.